# 動物認知

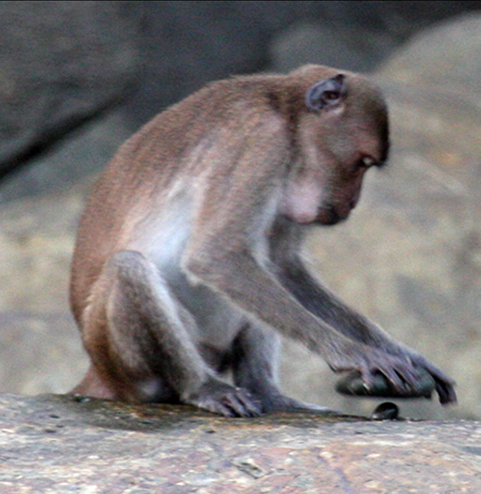
食蟹猕猴用石器敲开坚果.

動物認知是指非人類的動物精神能力的研究。動物認知從比較心理學發展出來，包括動物情緒和動物學習研究，但也受到動物行為學、行為生態學、演化心理學研究的強烈影響。因此科學家有時會使用認知行為學來稱呼相關研究。
動物認知的研究主要涉及哺乳動物，特別是靈長類動物、鯨類動物、大象，還有狗、貓和囓齒動物。然而，研究也延伸到非哺乳類脊椎動物，如鸚鵡、鴉科、鴿子，還有蜥蜴、蛇和魚，甚至頭足綱動物、蜘蛛和昆蟲等無脊椎動物。

## 驳斥动物认知的实验证据
认为某些动物物种是智能的、有洞察力的，或拥有心智理论的信念不能轻易地和一些实验结果相一致。
让-亨利·法布尔 (Jean-Henri Fabre) （Jean-Henri Fabre）（1823-1915）为所有后来的此类实验奠定了基础。他认为昆虫“服从它们迫切的本能，但没有意识到它们在做什么。“例如，要想让沙蜂了解它其实可以抓住瘫痪的猎物的腿而不是触角，这完全超出了它的能力。”“它的行为就像一连串的回声，每一个以固定的顺序唤醒下一个，并在前一个响起之前不允许有任何其他声音响起。”法布尔的许多实验使他认为科学家们经常试图“提升动物”而不是客观地研究它们。
由19世紀英國心理學家康韦·劳埃德·摩根(C.Lloyd Morgan) (1852-1936) 的观察向他表明，动物表面上的智能行为通常是本能反应或反复试验的结果。例如，来访者们看到摩根的狗用后脑勺平稳地举起门闩（从而打开花园的大门并逃跑）后都相信，这只狗的行为涉及思考。然而，摩根在仔细观察了他的狗之前随机的、无目的的行为后认为它们涉及“持续的试验和失败，直到达到令人满意的效果”，而不是“有条不紊的计划”。
愛德華·桑代克（E. L. Thorndike）(1874 –1949)把饥饿的猫狗关在围栏里，并让“它们可以通过一些简单的动作逃脱，比如拉一圈绳子”。在他看来，它们的行为表明它们“不具备拥有理性的能力”。大多数关于动物行为的书，桑代克写道，“给与我们的不是动物的心理学，而是对它们的赞颂。”
尽管沃尔夫冈·苛勒 (Wolfgang Köhler)的实验经常被引用为对动物认知假说的支持，但他的书中却充满了反例。例如，他将黑猩猩置于一个只能通过取出盒子才能获得香蕉的处境。他观察到，黑猩猩“在解决这些问题时困难重重；它经常运用最奇怪、最遥远的工具，并采用最怪异的方法，而不去移除一个可以完全轻松地移开的简单障碍。”
路易斯安那大学的 Daniel J Povinelli 和 Timothy Eddy表明，当黑猩猩在两个食物提供者之间做出选择时，向能看到乞讨手势的人和看不到乞讨手势的人乞讨食物的可能性是一样的，从而增加了黑猩猩不理解人们看到的可能性。
韦恩州立大学的Moti Nissani在缅甸训练运木象打开盖子从桶中取出食物。盖子之后被放在桶旁边的地面上（这样大象取出食物不再受到阻碍），而食物也被放入桶内。所有的大象在取回食物之前都会继续翻盖，这表明大象无法掌握简单的因果关系。

## 外部連結
- The limits of intelligence （页面存档备份，存于）  Douglas Fox, Scientific American, 14 June 2011.
- Kristin Andrews. . 扎尔塔, 爱德华·N  (编). .
- Colin Allen. . 扎尔塔, 爱德华·N  (编). .
- Animal Cognition Network
- Center for Avian Cognition （页面存档备份，存于） University of Nebraska (Alan Kamil, Alan Bond)